# Moja njiva (Cankar)
Moja njiva je zbirka črtic in novel Ivana Cankarja, ki so nastale med letoma 1910 in 1914.

## Zgradba dela
- Predgovor
- Trenotki

Ob Grahu
Slamniki
Majsko veselje
Zimsko cvetje
Posest
V gaju
Večerne sence
Tičnica
Starec
Na verandi
Mladost
Noč
Pred pragom
Koncert na vrtu
Rumene rože
Gospod Matevž in njegova zgodba
Večerni gost
Božična zgodba
Mimogredé
Rožni venec
Brezimenec
- Naša dolina

Pravljica
Sveti Janez v Biljkah
Vojska na Prisojnici
Mrovec in njegova slava
Prepir v krčmi
Marko, Luka in Dioniz
Križ in sulica
Kolokotronij
- Iz tujega življenja

Istrski osel
Sova
Muhe
Psi
Lisjak
Firbec
Kakaduj
- Ob svetem grobu

Njena podoba
Sveto obhajilo
Na peči
Desetica
Greh
Večerna molitev
Tuja učenost
Skodelica kave
V tujini
Naš laz
Njen grob

## Vsebina

### Pred pragom
Zdravnik pripoveduje zgodbo o mladem učitelju, ki je poučeval nekje v hribih. Učitelj je zdravnika zmerjal z mlačnežem, lenuhom. Bil je poročen in imel je 2 leti starega sina Bojana. Neko pomlad je njegov sin zbolel, zato je odšel k zdravniku, da bi ga pregledal. Zbolela sta tudi učitelj in njegova žena. Otrok ni ozdravel, učitelj pa je za to krivil zdravnika. Mimo učiteljeve hiše je šel župnik in učitelj ga je prosil za rešitev. Otrok je ozdravel, učitelj pa je od takrat naprej gledal zdravnika postrani.

### Prepir v krčmi
V hribih je ležala vas Močilnica. Neko soboto zvečer so v krčmi sedeli močilniški velikaši. Nadučitelj je povzdignil svoj glas in rekel, da je radost živeti na svetu, če človek živi, kakor živijo oni. V njihovih srcih je bila zelo čista ljubezen, njihova srca so bila zadovoljna, njihova lica zdrava, zaradi tega so bile njihove oči vesele. Tistega sobotnega večera pa so se sprli in davkar je očital notarju in nadučitelju marsikaj. Nadučitelj se je razjezil in povedal, da se je izkazalo, da so s tako mrhovino, ki pljuje po ljudeh, častitih in značajnih, sedeli vsak večer za mizo. Dacar je očital nadučitelju, da zapeljuje mlada dekleta in tolaži žene ter da je tat. Nadučitelj je pograbil steklenico in jo je zalučal z vso silo proti dacarju, vendar je zadel notarja v obraz. Stepli so se, vstopil je krčmar, ki so ga podrli in odšli iz krčme. Naslednji dan je nadučitelj stal pred pošto, kamor so prišli tudi ostali močilniški velikaši in se pogovarjali. Zvečer so sedeli v krčmi in nadučitelj je ponovno začel pripovedovati, da je radost živeti na svetu, če človek živi, kakor oni živijo.

## Vir in literatura
- Ivan Cankar. Pred pragom (razdelek Trenotki). V: Ivan Cankar. Zbrano delo. Enaindvajseta knjiga. Moja njiva. Ljubljana: DZS, 1974. 74–77.
- Ivan Cankar. Prepir v krčmi (razdelek Naša dolina). V: Ivan Cankar. Zbrano delo. Enaindvajseta knjiga. Moja njiva. Ljubljana: DZS, 1974. 160–169.
- Janko Kos. Opombe. V: Ivan Cankar. Zbrano delo. Enaindvajseta knjiga. Moja njiva. Ljubljana: DZS, 1974. 285–328.